# Serra d'Esdolomada

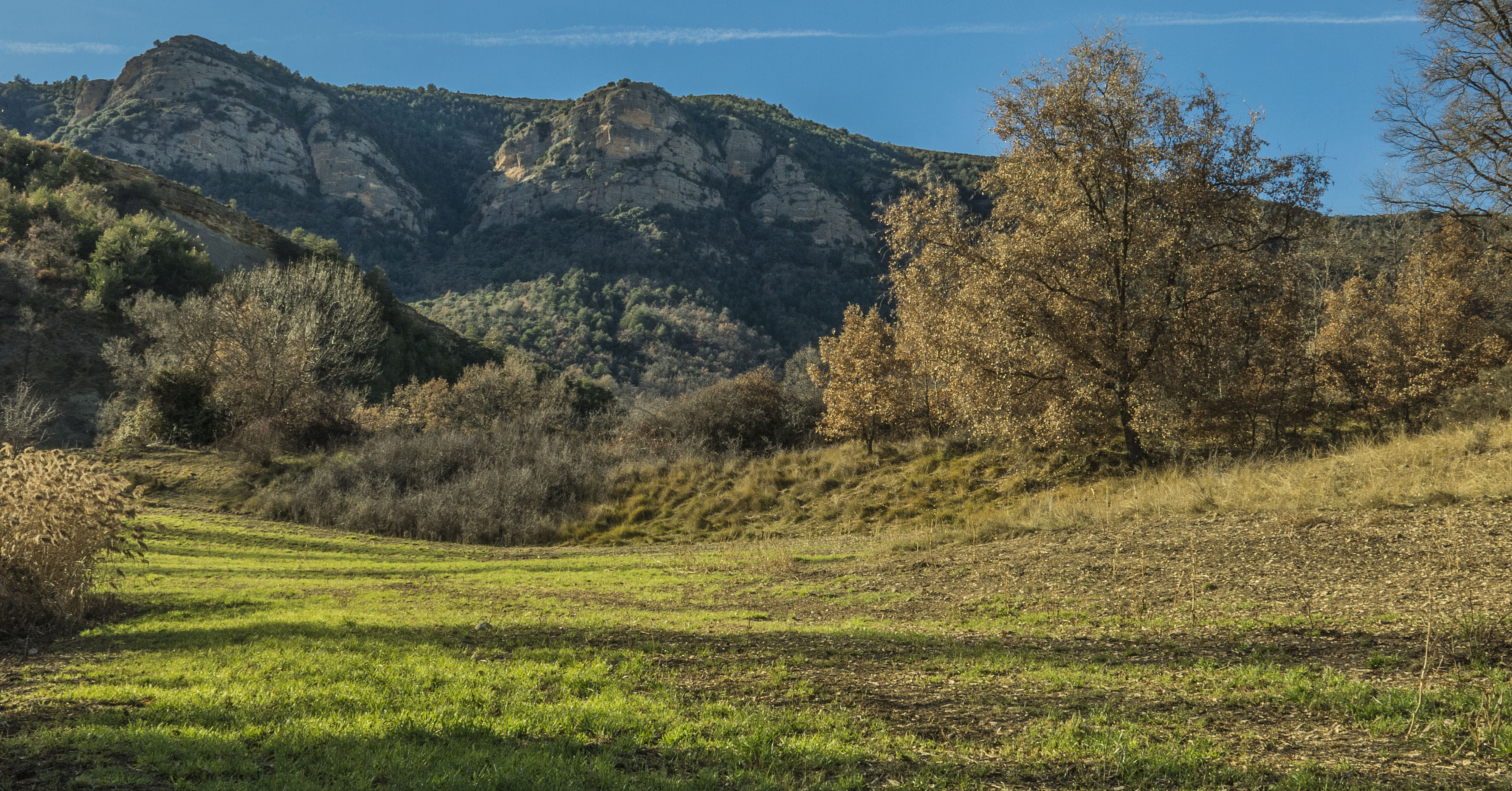
Conreu a la serra d'Esdolomada

La Serra d'Esdolomada és una serra de la Baixa Ribagorça de l'Aragó. La serra està disposada en direcció NW-SE i les altures màximes oscil·len entre els 1.420 de la Serra d'Esdolomada i els 1.401 del Morrón de Güel.
El municipi d'Isàvena és el terme principal de la serra. Esdolomada és un llogaret del municipi d'Isàvena, situat al vessant NE de la serra.

## Barrancs de l'Isàvena
La serra aporta aigües al riu Isàvena. Al vessant nord el barranc de Torrontiello i el barranc Cañemá o de La Font, desemboquen en el barranc de Carrasquer, afluent del riu Isàvena.

## Camí de la serra
Per dalt de la serra d'Esdolomada podem anar a Güel pel camí de l'ermita passant pel Tossal de les Piles.

## Imatges

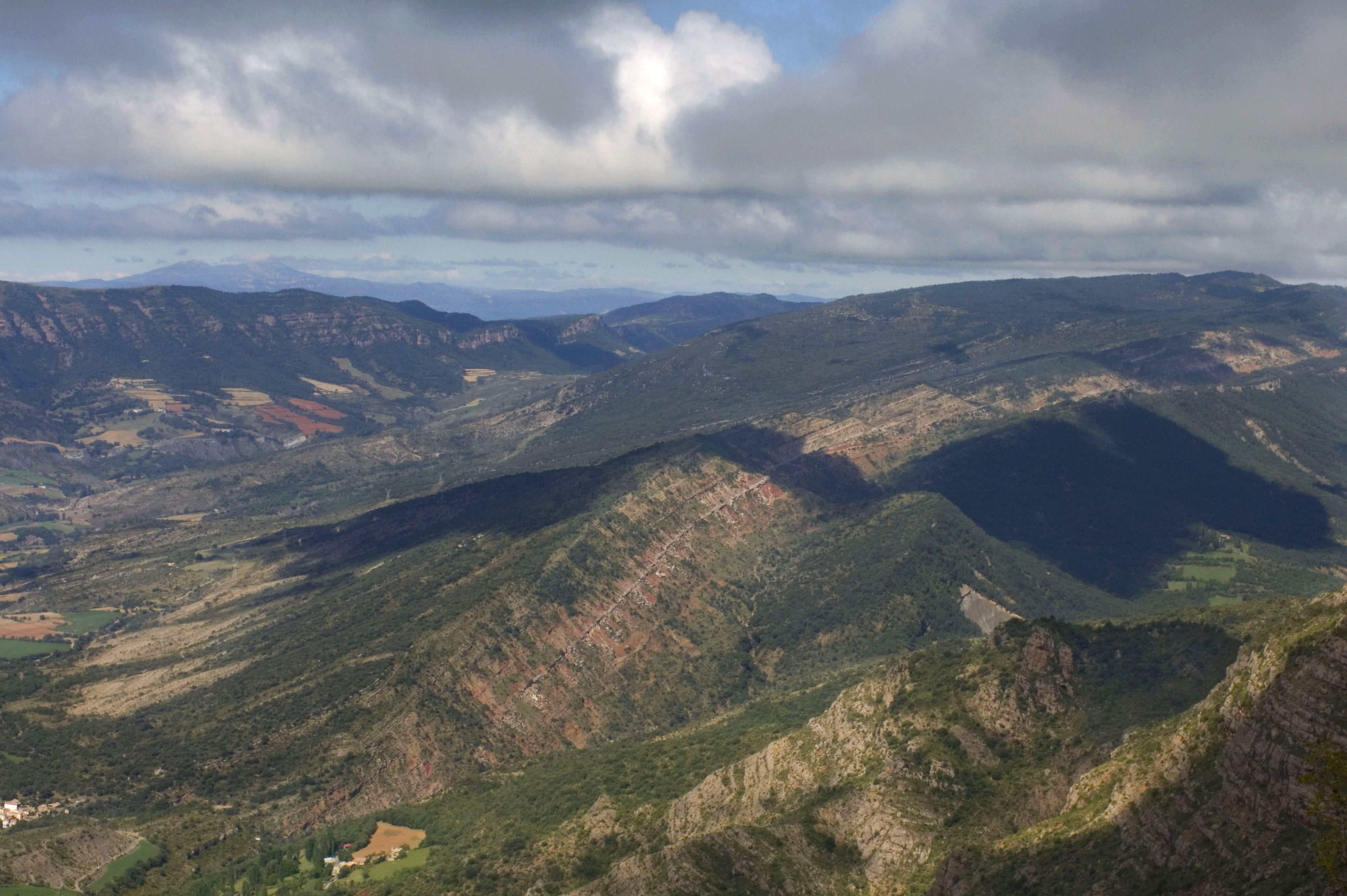
Serra del Jordal i serra d'Esdolomada amb els camps de conreu. Imatge feta des de la serra de Sis
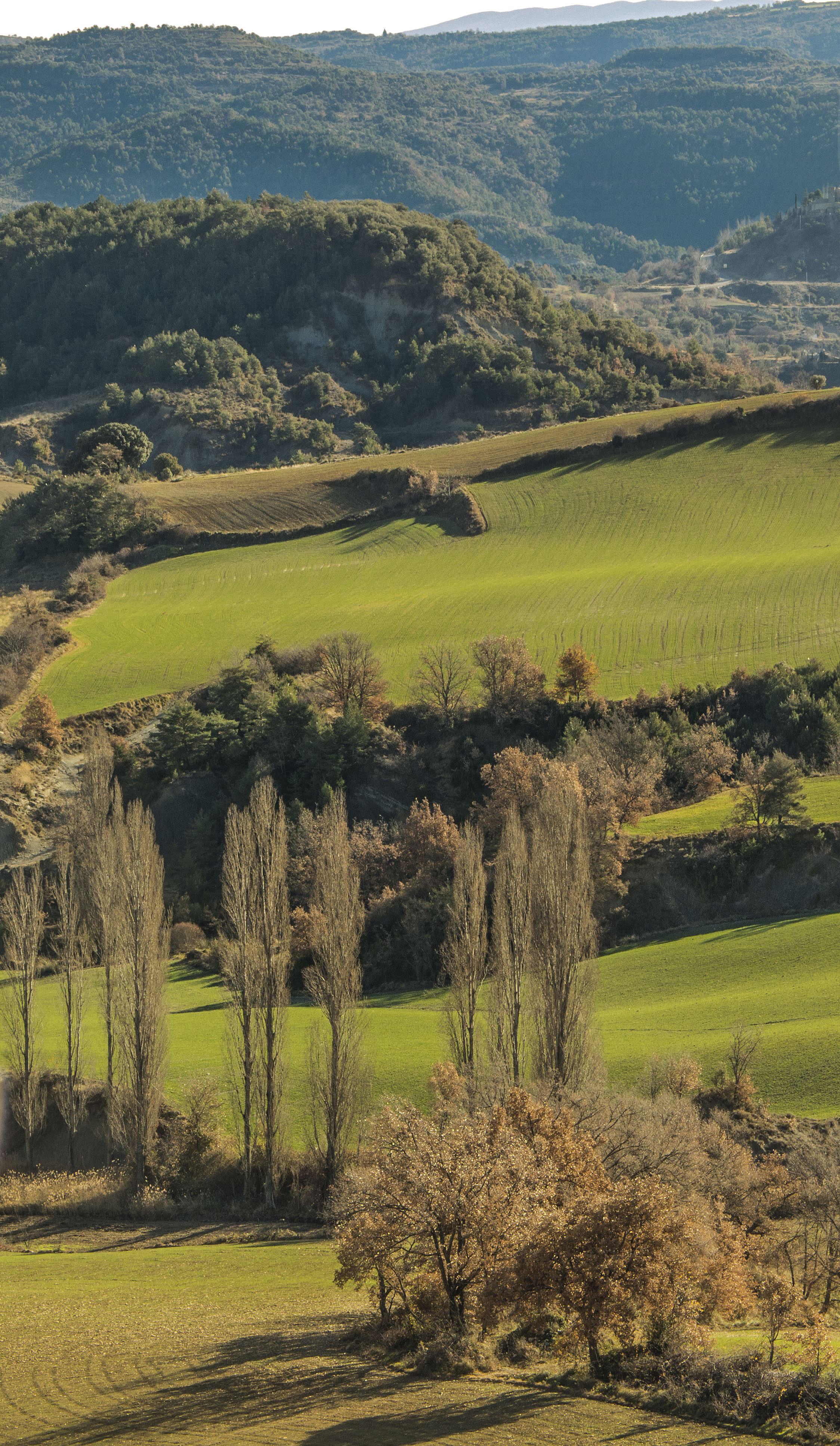
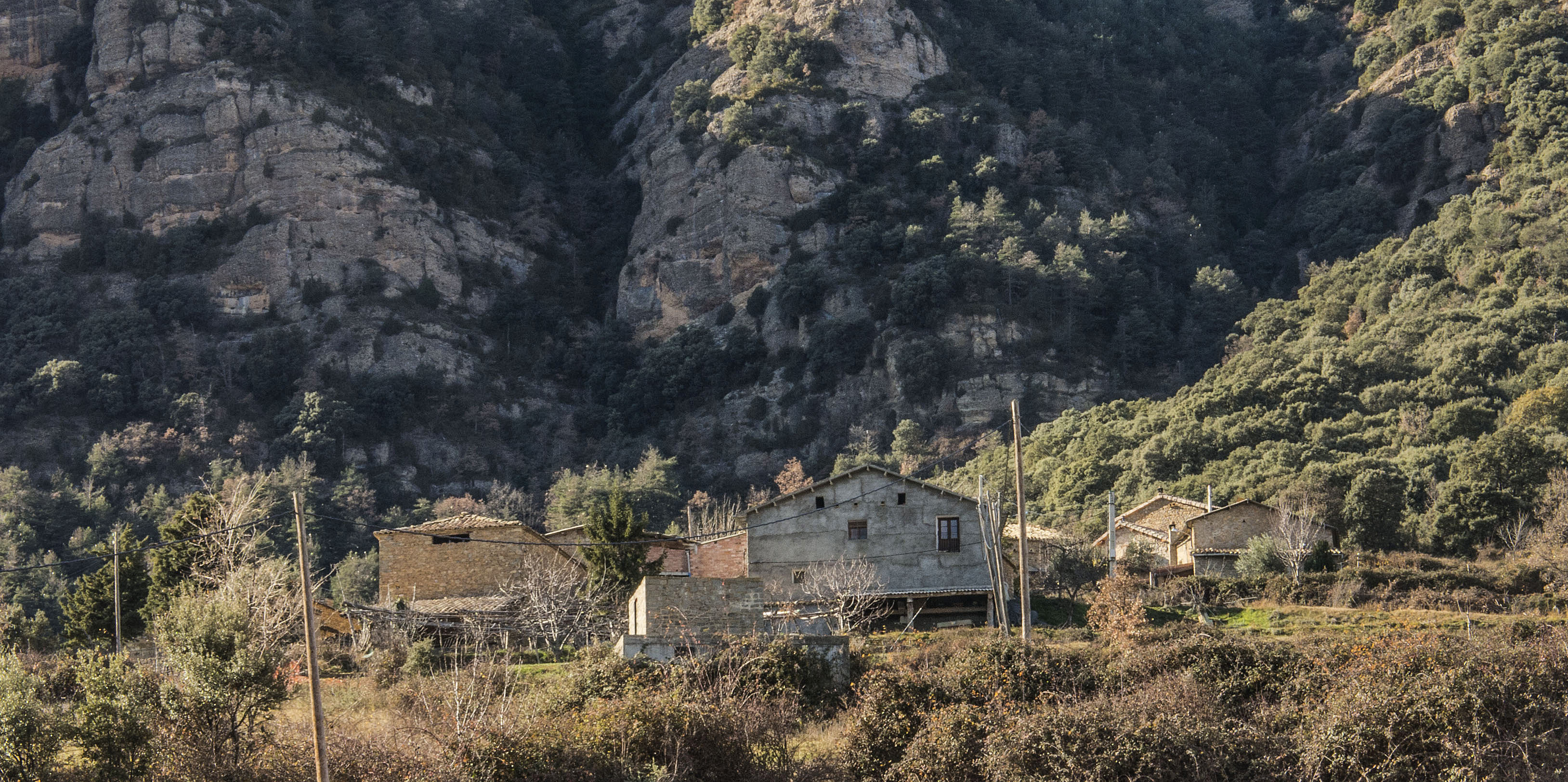
Serra i poble d'Esdolomada
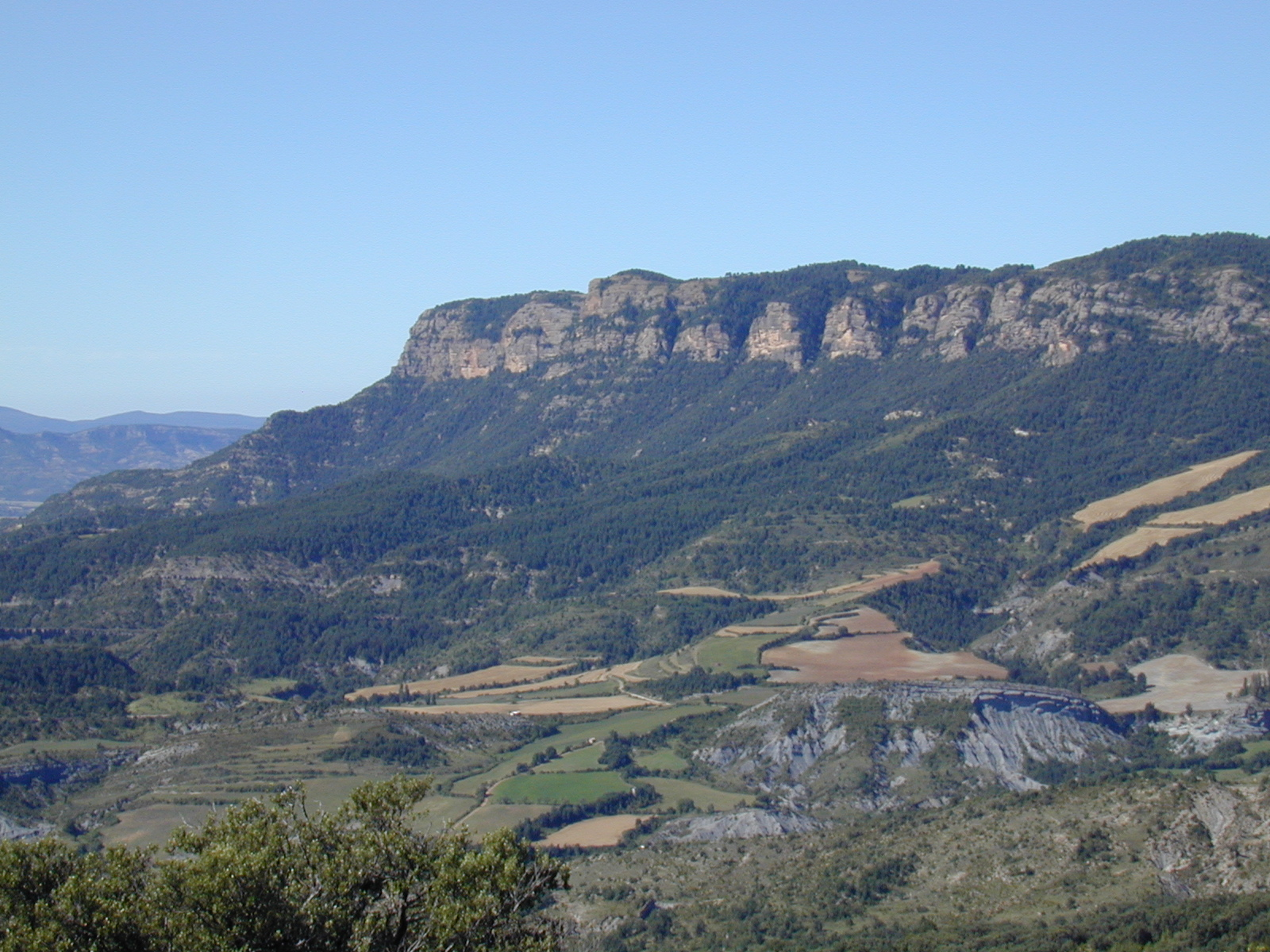
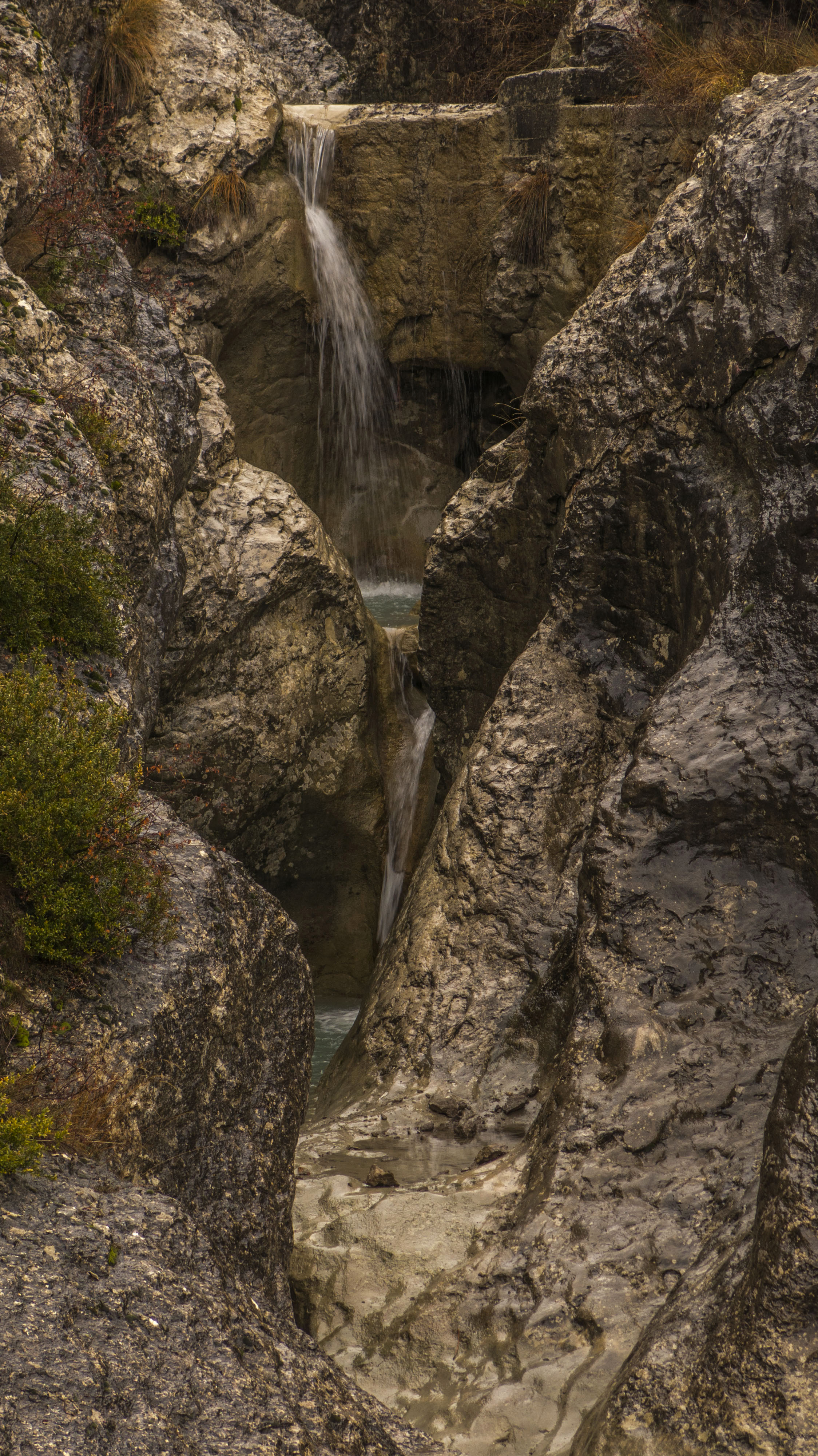
Congustro de Carrasquer

## Vegetació i geologia
A la serra dominen els boscos de Pinus sylvestris, Quercus rotundifolia al vessant meridional i Quercus faginea en zones amb major humitat. A les zones més elevades podem veure formacions arbustives. Freqüentment, han ocupat antigues terrasses abancalades amb repoblacions de Pinus sylvestris.

Els materials més freqüents són terciaris conglomeràtics, de còdols i blocs enormes, i de ciment calcari dipositats sobre els estrats de gres i argila, característics de les serres del flysch Eocè. Coincidint amb el Barranc del Congustro (o barranc de Carrasquer), a la part meridional, els vessants estan cimentats per glacis d'acumulació (Raiguer) del Plistocè, sisè període del Cenozoic i el tercer període del Neogen, i foradats per barrancs d'incisió lineal.

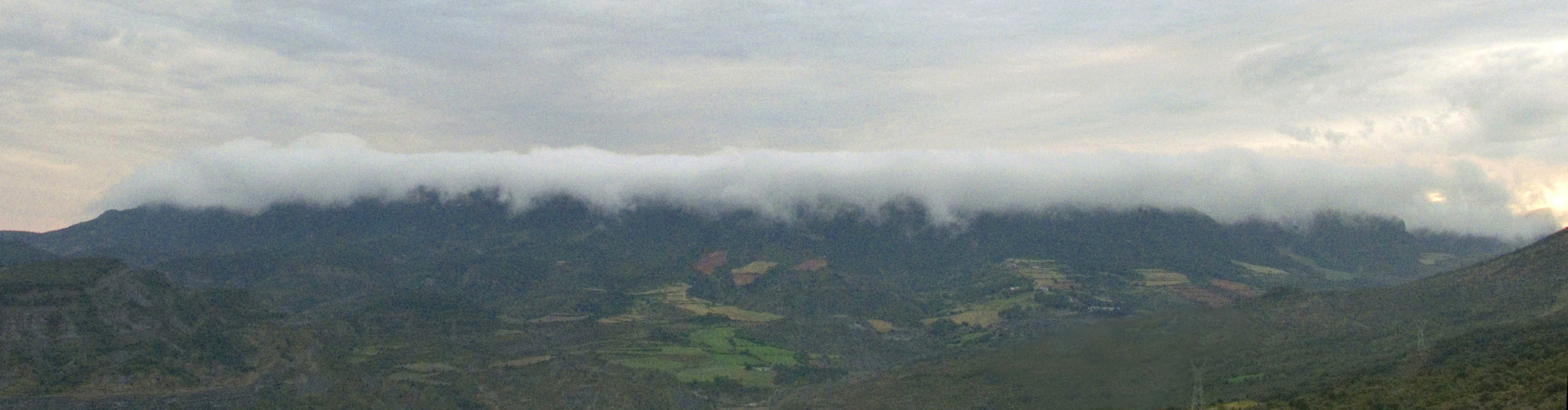
Vista panoràmica de la Serra d'Esdolomada i els camps de conreu d'Esdolomada. Imatge feta des del camí del Pedregal (La Pobla de Roda-Rin de la Carrasca).